# Пикнодизостоза
Пикнодизостоза или Тулуз-Лотреков синром (лат. рyknodysostosis)  или је облик остеосклерозе који наликује остеопетрози. Један је од типова патуљастог раста са кратким екстремитетима и ломљивим костима, код којих се преломи јављају при најмањој трауми. Болест се везује за крвно сродство у око 30% случајева. Пикнодизостозе се могу сврстати у велику групу генетских болести које су јединствено ретке, али су збирно друштвено важне патологије по збиру учесталости у популацији, а пре свега по снажном утицају на квалитет живот појединаца. 
Клиничку слику карактерише повећање густине костију,  ниски стас, раздвојени шавови лобање, хипоплазија доње вилице, кифосколиоза и други деформитети трупа, постојање млечних зуба, прогресивна акроостеолиза терминалних фаланги, високо готско непце, проптоза, плаве склере и изражена кљунасти нос.
Животна доб обично није скраћена, а болесници се у највећем броју случајева јављају због учесталих прелома.

## Епоним
Пикнодизостоза носи назив и Тулуз-Лотреков синдром који је добила  по познатом француском уметнику из 19. века Анрију де Тулуз-Лотреку, за кога се верује да је имао овај поремећај. 

## Историја
Болест су независно описали  Pierre Maroteaux, Emile Maurice Joseph Lamy и Andreoli са сарадницима 1962. године.
Три године након описа болести од стране Maroteaux и Lamy-а, постављена је хипотеза да је сликар Анри де Тулуз-Лотрек (1864-1901) оболео од ове болести.  Ово тврдња засниваласе се на неким медицинским разматрањима: сликарев низак раст; крвног сродства родитеља (који су били су у ствари први рођаци); крхкост костију која се објашњава употребом штапа већ у младости; незатварање лобањских фонтанела (претпостављено сликаревом навиком да увек носи чврсти шешир); повлачење вилица које је сликара ублажавоо нођењем браде. Међутим, према другим клиничарима, сматра се да је француски сликар патио од остеогенезис имперфецта, болести са сличним манифестацијама. Ова сумња која дели научну заједницу могла би се дефинитивно разрешити спровођењем генетске анализе код потомака великог сликара, или ексхумацијом и анализом костију уметника.
Публикација грчких аутора из 2002. спекулише да је Езоп такође могао да пати од пикнодизостозе  
Године 1996.  идентификован је дефектни ген одговоран за пикнодизостозу, што је омогућило тачну дијагнозу и дубље разумевање ове болести.

## Епидемиологија
Тачна учесталост пикнодизостозе није позната; према подацима из литературе описано је само 200 случајева ове ретке генетске болест за коју се процењује да погађа око 1 од 1,7 милиона људи широм света.
Старост
Болест се открива у различитим узрастима, у распону од 9 месеци до 50 година. Стање се најчешће дијагностикује у детињству, али се понекад стање не открије све до одраслог доба, обично као резултат прелома или рутинског прегледа.

## Етиологија
Пикнодизостоза је аутозомно рецесивно наследна генетска болест која укључује хромозом 1к21,  који узрокује дефицит у производњи ензима катепсина К са последичном смањеном активношћу колагеназе.  
Катепсин К  је цистеинска протеаза присутна у остеокластима , неопходна за процес ресорпције костију којим управљају ове ћелије. Познато је да је недостатак овог ензима узрокује ово стања тако што смањује способност разградње колагена типа 1, остеопонтина и остеонектина (иако остеокласт има потпуно нормалну ћелијску морфологију).
Да би се јавила боллест особа мора да се роди са две копије абнормалног гена да би се болест или физичка особина развила. Гени се преносе у паровима. Један се добија  од оца и један од мајке. Ако оба родитеља имају један мутирани ген, то их чини носиоцима. За биолошку децу двоје носиоца могући су следећи сценарији:
- Ако дете наследи један мутирани ген и један ген који није погођен, оно би такође било носилац, али не би развило болест (шанса од 50 процената).
- Ако дете наследи мутирани ген од оба родитеља, имаће болест (шанса од 25 процената).
- Ако дете наследи непромењени ген од оба родитеља, неће бити ни носилац, нити ће имати болест (шанса од 25 процената).[6]

Болест има променљиву старост почетка  и доследно изазива низак раст. Висина оболелих одраслих мушкараца је, у ствари, мања од 150 цм, док су одрасле жене захваћене болешћу још ниже. Занимљиво је да је катепсин К постао важан терапеутски циљ за фармаколошки третман остеопорозе, захваљујући открићу етиологије пикнодизостозе. 
Поред тога, постоје нокаут мачке које не кодирају катепсин К, и из тог разлога су експериментални животињски модел болести или истраживања катепсина К. 

## Клиничка слика
Пикнодизостоза има однос полова од 2М:1Ф,  са абнормалностима које утичу на главу и лице, зубе, вратне кости, кожу, нокте ( дистрофични нокти ) и белочнице (плаве склере). 
Чини се да отприлике једна шестина погођених особа има менталну ретардацију;  иако то не наводе други аутори.
Болест  чини кости абнормално густим ( остеопетроза ); у последњим костима прстију, дистална фаланга је краћа од нормалне (остеолиза фаланги ), а долази до одложеног срастања шавова костију лобање у раном узрасту, тако да се ( фонтанел ) на врх главе остаје широко отворен, чак иу одраслом добу. Унутар отворених шавова лобање може бити много малих костију које се називају црвљиве кости.
Предњи и задњи део главе су истакнути са великом, уском, издуженом лобањом са избоченим челом.  Нос је истакнут или орловски; мандибула може бити мала ( микрогнатија ).  Непце је уско и зашиљено са канелурама. Може доћи до егзофталмуса због орбиталне хипоплазије .  Млечни зуби избијају касно и могу испасти (млечни) много касније него обично. Стални зуби избијају веома споро (изглед), и обично су неправилни (натрпани) и пропадали због хипоплазије глеђи; такође неки зуби могу у потпуности да недостају ( хиподонција).  Кости врата су често неразвијене и нису савршено функционалне; а такође и они који пате од овог синдрома имају крхке кости које се лако ломе, посебно оне ногу и стопала са последичним валгусом колена. Кожа на задњој страни прстију је јако наборана, а нокти су равни са жлебовима (диспластични). 

### Физичке карактеристике
Густе, али ломљиве кости су главни симптом али постоји много физичких карактеристика које се могу другачије развити код људи са овим стањем. Међу њима су најзначајније:
- високо чело
- абнормални нокти и кратки прсти
- уски кров уста
- кратки прсти
- ниског раста, често са трупом величине одрасле особе и кратким ногама
- абнормални обрасци дисања
- увећана јетра
- тешкоће са менталним процесима, иако интелигенција обично није погођена.[6]

Пошто је ово болест која слаби кости, људи са овим стањем се суочавају са много већим ризиком од пада и прелома . Компликације које произилазе из прелома укључују смањену покретљивост. Немогућност редовног вежбања, због прелома костију, може утицати на тежину, кардиоваскуларну кондицију и опште здравље.

## Дијагноза
Дијагностиковање  пикнодизостозе се често ради у детињству. Међутим, пошто је болест тако ретка, лекару понекад може бити теже да постави праву дијагнозу. Физички преглед, медицинска историја и лабораторијски тестови су део процеса. Добијање породичне историје је посебно корисно, јер присуство пикнодизостозе или других наследних стања може помоћи у вођењу лекарске истраге.
Код ове болести остеокласти су нормално присутни, али нису функционални због недостатка катепсина К који им не дозвољава да производе протеиназе у близини ивице четкице исте, протеиназе које су неопходне за физиолошку ресорпцију костију.  Такође је објављена вирусна етиолошка хипотеза . 
Радиолошки преглед
Постоји и хипоплазија мандибуларног угла и кључне клавикуле подложна високом ризику од прелома.  Кључне кости могу бити нежне а њихови бочни делови слабо развијени; дисталне фаланге су закржљале. Радиолошки преглед показује генерализовану остеосклерозу , често затајење сегментације атласа (Ц1) и осовине (Ц2) пршљенова и спондилолистезу Ц2 и лумбосакралног подручја, са кифо-сколиозом и лумбалном лордозом .  Погођена особа има кости које су веома склоне стресним фрактурама (на минималну трауму).
Молекуларно генетско тестирање
Молекуларно генетско тестирање може потврдити дијагнозу. Међутим, лекар мора да зна да би тестирао ЦТСК ген. Тестирање гена се ради у специјализованим лабораторијама, јер се ретко изводи генетски тест.

## Диференцијална дијагноза
Диференцијално дијагностички треба имати у виду следеће болести:
- остеопетрозу ,
- склеидокранијалну дизостозу и
- прогресивну дијафизну дисплазију.

## Терапија

### Превенција
Превенција обухвата генетско саветовање, одонтостоматолошку превенцију и превенцију прелома. 

### Медикаментна терапија
Најчешће коришћени третман је примена хормона раста за убрзање и стимулисање раста. 
Друга охрабрујућа истраживања укључују употребу инхибитора ензима, који ометају активност ензима који би могли да нашкоде здрављу костију. 

### Хируршка терапија
Ортопедска терапија обухвата лечење стресних прелома, тако да ће помоћ ортопеда  бити посебно важна током целог живота. Наиме то значи да ће током живота вероватно болесник имати више прелома костију. То могу бити стандардне паузе које се јављају приликом пада или друге повреде.  Особа са вишеструким преломима у истој области, као што је тибија (голеница), понекад може имати теже да се дијагностикује стрес прелома јер ће кост укључивати неколико линија прелома од претходних прелома. Понекад ће особи са  пикнодизостозом или било којим другим стањем крхких костију бити потребана фикација за једну или обе ноге.
Честа хронична дисплазија вилице је веома тешко оперативно лечити,  а за исправљање тешких деформација лица и чељусти се користи пластична хирургија.

## Компликације
Било је извештаја о хроничном остеомијелитису након прелома доње вилице , који захтевају антибиотску терапију и консолидацију костију металним плочама. 

## Прогноза
Пикнодизостоза изазива озбиљне проблеме који временом постају очигледни; али упркос томе, болест омогућава нормалан животни век, и у том смислу ако је особа без придружених болести, требало би да живи пуним животом, уз неке мере предострожности и стално ангажовање тима здравствених радника.
Осим крхкости костију, дефекти кичме изазивају кривљење кичме у страну што доводи до тешке сколиозе.